# Boun Tay
Boun Tay là một huyện (muang, mường)  thuộc tỉnh Phongsaly ở cực bắc  Lào .